# Qagam Co
Qagam Co (kinesiska: Qiagang Cuo, 恰岗错) är en sjö i Kina. Den ligger i den autonoma regionen Tibet, i den sydvästra delen av landet, omkring 470 kilometer nordväst om regionhuvudstaden Lhasa. Qagam Co ligger 4 756 meter över havet. Arean är 24,6 kvadratkilometer. Trakten runt Qagam Co består i huvudsak av gräsmarker. Den sträcker sig 7,8 kilometer i nord-sydlig riktning, och 6,8 kilometer i öst-västlig riktning.
Genomsnittlig årsnederbörd är 241 millimeter. Den regnigaste månaden är juli, med i genomsnitt 74 mm nederbörd, och den torraste är december, med 2 mm nederbörd.